# Служба захисту інформації
Слу́жба за́хисту інформа́ції (СЗІ) — підрозділ організації, який забезпечує захист інформації шляхом управління комплексною системою захисту інформації.
В організаціях, де штатним розкладом не передбачено створення СЗІ, заходи щодо забезпечення захисту інформації в АС здійснюють призначені наказом керівника організації працівники. У цьому випадку посадові (функціональні) обов'язки цих працівників повинні включати положення, які б передбачали виконання ними вимог щодо діяльності СЗІ.

## Нормативне регулювання
СЗІ створюється в обов'язковому порядку коли організація обробляє інформацію, вимогу щодо захисту якої встановлено законодавством.
Типове положення про СЗІ міститься в НД ТЗІ 1.4-001-2000 Типове положення про службу захисту інформації в автоматизованій системі.

## Мета створення
Метою створення СЗІ є організаційне забезпечення завдань керування  комплексною системою захисту інформації (КСЗІ) в автоматизованій системі та здійснення контролю за її функціонуванням. На СЗІ покладається виконання робіт з визначення вимог з захисту інформації в АС, проектування, розроблення і модернізації КСЗІ, а також з експлуатації, обслуговування, підтримки працездатності КСЗІ, контролю за станом захищеності інформації в АС.